# Chemin de fer touristique d'Anse
Le Chemin de fer Touristique d'Anse (dit aussi  Voie de 38), est un train miniature à passagers géré par une association française. Il est situé au centre de la ville d'Anse, dans le département du Rhône en région Auvergne-Rhône-Alpes. 
Il propose des parcours d'environ quarante cinq minutes sur des trains roulant sur une voie de chemin de fer de faible écartement de 38 cm. Les trains roulent du mois d'avril au mois d'octobre, le samedi, le dimanche et certains jours fériés. La gare SNCF d'Anse est située à proximité du point de départ.

## Histoire
C'est en 1968, qu'André Chaumeil et Guy Mathan mettent en œuvre leur idée de réaliser un train, en modèle réduit, pouvant transporter des passagers. Ils choisissent l'échelle anglaise de 15 pouces (381 mm) qui est l'écartement commun entre train réel et modélisme. Ils construisent un engin inspiré du Locomoteur SNCF Y9201, avec le moteur d'une Renault Dauphine, et un wagon servant de siège au conducteur. Ce premier train appelé « Yoyo » est présenté à Francheville sur une voie longue de 300 mètres installée dans la propriété d'un ami des constructeurs. L'année suivante la voie est déménagée à Trévoux sur le bord de la Saône, avec un simple accord verbal du maire, sa longueur a doublé. Cette même année 1969, les concepteurs et leurs amis fondent l’« Association des Modélistes Ferroviaires en Voie de 38 cm ». En 1971, le nouveau maire refuse de renouveler l'accord et donc la ligne doit être déménagée.

## Association CFT Anse
Le CFT Anse, est une association loi de 1901. Ses 60 membres construisent, entretiennent et conduisent les trains. Ils n'hésitent pas à faire visiter le dépôt et à présenter le matériel. Le dépôt-atelier est situé 560 route de Saint-Bernard à Anse.

### Ligne d'Anse-Pont à Anse-Plage
Les rails serpentent du cœur de la ville d'Anse au plan d'eau du Colombier, où se trouvent une plage et des petits chemins le long de la Saône. Le départ s'effectue en gare principale à Anse-Pont, puis le train longe l'Azergues, passe sous le pont SNCF puis sous celui de l'autoroute. Après deux coups de klaxon, il franchit la route d'accès du camping des Portes du Beaujolais par un passage à niveau sans barrière. Les rails se faufilent maintenant entre des petites collines verdoyantes, puis le train descend et c'est le passage du tunnel ; après celui-ci, il entame la grande ligne droite vers le plan d'eau et sa plage. Des ponts tournants, à chaque extrémité de la ligne, permettent le retournement des locomotives. Le dépôt des machines a lui aussi été équipé d'un pont tournant en mai 2016, pour faciliter la manœuvre des locomotives.

### Trains échelle 1/4
Les trains sont des reproductions à l'échelle 1/4 environ de matériels réels.
On retrouve ainsi trois autorails, un X 4900 (bleu et blanc), un ABV (rouge et crème) et un TAR (gris métallisé). Ces 3 autorails bicaisses ou tricaisses sont motorisés avec des moteurs de Citroën 2CV, avec la boite de vitesses mécanique de la 2CV.
Le parc compte une locomotive diesel inspirée par la BB 71000, motorisée avec un moteur turbo diesel de 2000 cm3 couplé à une boite hydraulique, et une locomotive à vapeur a disposition d'essieux type 131 à tender séparé a été mise en service au printemps 2016. Elle a été officiellement baptisée "La Fernande" le 4 septembre 2016.
Enfin, la flotte comporte un locotracteur de manœuvres à deux essieux de type Y 9200 motorisé au XXIe siècle avec un moteur de Citroën 2CV.
En termes de matériel remorqué, on retrouve trois voitures voyageurs couvertes et trois voitures découvertes à grand gabarit et divers wagons de service : tombereaux, deux plats grande longueur, trois ballastières et trois berlines.

Le chemin de fer touristique
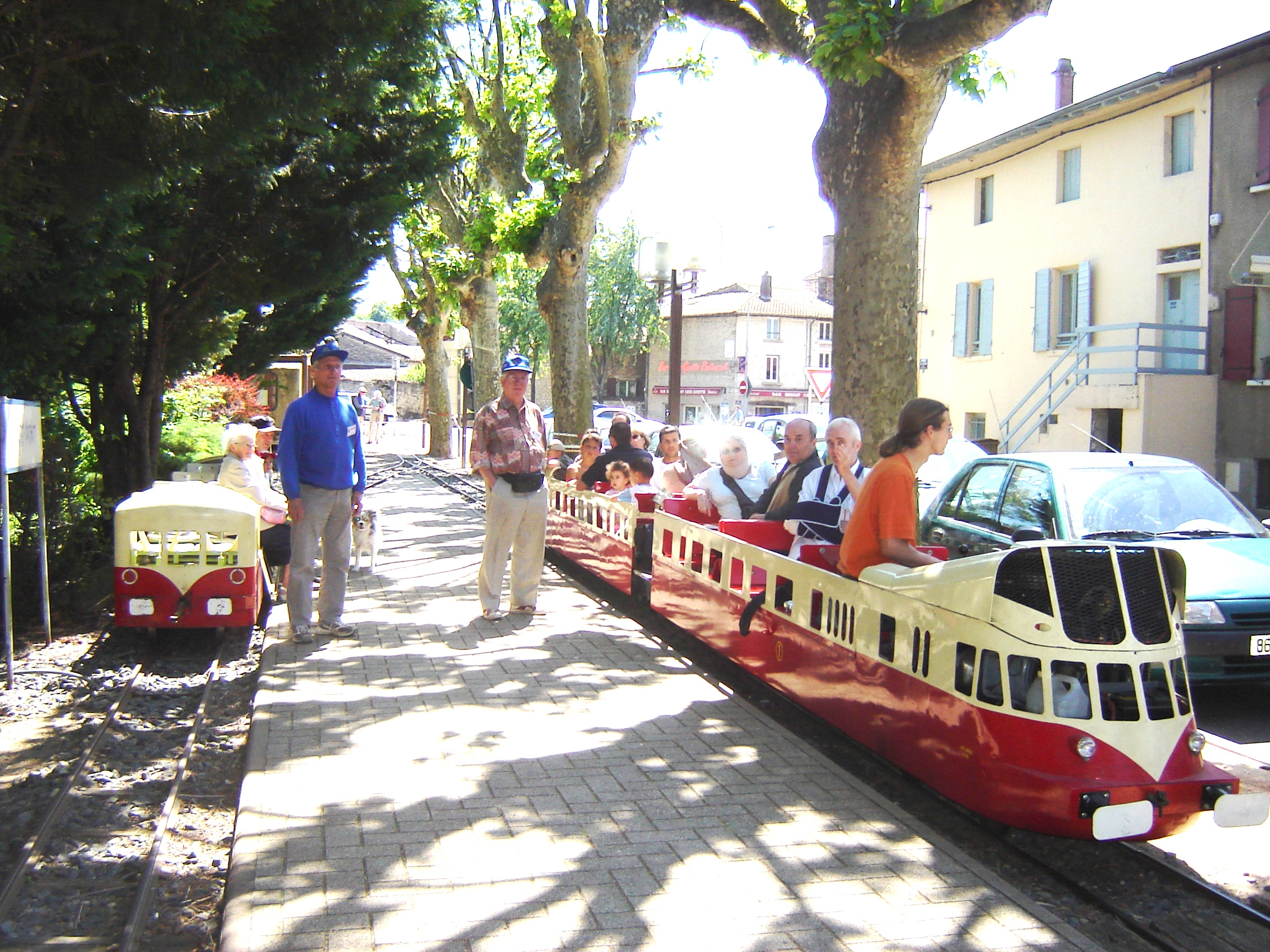
Gare principale Anse Pont.
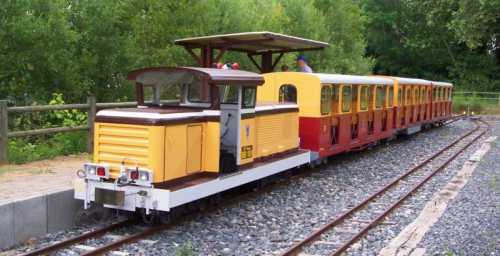
Gare d'Anse Plage.

## Membre de l'UNECTO
Le CFT Anse est membre de l'Union des exploitants de chemins de fer touristiques et de musées (UNECTO).